# Antonio Manuel Lima Dias
Antonio Manuel Lima Dias (Campina Grande, 22 de fevereiro de 1944 — Rio de Janeiro, 1 de agosto de 2018), mais conhecido como Antonio Dias, foi um artista plástico e multimídia brasileiro.
Estudou com Osvaldo Goeldi, no Atelier Livre de Gravura da Escola Nacional de Belas Artes, no Rio de Janeiro. 
Em 1965 recebeu uma bolsa para estudar na França, iniciando uma longa permanência no exterior, recebendo bolsas que o levam a Milão, Nova Iorque, Berlim e ao Nepal, onde aprende técnicas de fabricação de papel.
Em 1988, reside em Berlim como bolsista do Deutscher Akademischer Austausch Dienst - DAAD [Serviço Alemão de Intercâmbio Acadêmico]. Em 1992, torna-se professor da Sommerakademie für bildende Kunst, em Salzburgo, Áustria, e, no ano seguinte da Staatliche Akademie der bildenden Künste, em Karlsruhe, Alemanha.
Participou em diversas mostras de grande prestígio, como a 39° Bienal de Veneza, e da XVI Bienal Internacional de Arte de São Paulo.
Uma de suas características é o uso de papel artesanal, integrando a textura e a cor em suas obras.